# ساغا (محافظة)
محافظة ساغا (باليابانية: 佐賀県, ساغا-كين) هي إحدى محافظات اليابان تقع في جزيرة كيوشو، عاصمتها مدينة ساغا. بلغ عدد سكانها سنة 2017 حوالي 823620 نسمة.

## توأمة
لساغا (محافظة) اتفاقيات توأمة مع كل من:
- ميشيغان (14 نوفمبر 1968 - )[4]
- ريو غراندي دو سول (5 مايو 1980 - )[4]
- خونان (25 مارس 1983 - )[4]

## أعلام
- هيروشي سويجيما
- ساوري اريوشي